# Watch Out!
Watch Out! är det andra studioalbumet av post-hardcore-gruppen Alexisonfire. Det släpptes den 29 juni 2004.

## Låtlista
Alla låtar skrivna och framförda av Alexisonfire.
1. "Accidents" – 4:09
2. "Control" – 3:43
3. "It Was Fear of Myself That Made Me Odd" – 3:55
4. "Side Walk When She Walks" – 4:22
5. "'Hey, It's Your Funeral Mama'" – 4:22
6. "No Transitory" – 3:16
7. "Sharks and Danger" – 4:39
8. "That Girl Possessed" – 3:26
9. "White Devil" – 3:35
10. "Get Fighted" – 3:05
11. "Happiness By the Kilowatt" – 5:12